# گولوگونگ
گولوگونگ (به انگلیسی: Gooloogong) یک شهرک در استرالیا است که در نیو ساوت ولز واقع شده‌است.